# Златарица (Благоевградская область)
Златарица (болг. Златарица) — село в Благоевградской области Болгарии. Входит в состав общины Белица. Находится примерно в 14 км к юго-востоку от центра города Белица и примерно в 53 км к востоку от центра города Благоевград. По данным переписи населения 2011 года, в селе  проживало 98 человек.

## Население
| Год     | 1956 | 1965 | 1975 | 1985 | 1992 | 2001 | 2011 |
| ------- | ---- | ---- | ---- | ---- | ---- | ---- | ---- |
| Жителей | 514  | 572  | 579  | 240  | 210  | 131  | 98   |

| Национальность | Человек | Процент |
| -------------- | ------- | ------- |
| болгары        | 4       | 4,12%   |
| турки          | 91      | 93,81%  |
| Всего ответов  | 97      |         |

|  |